# Niederländisches Filmfestival
Das Niederländische Filmfestival (niederländisch: Nederlands Film Festival) ist ein seit 1981 jährlich im September und Oktober in Utrecht abgehaltenes Filmfestival.
In einem Zeitraum von zehn Tagen werden alle niederländischen Filme des abgelaufenen Jahres dargeboten. Neben Spielfilmen enthält das Programm auch Kurz- und Dokumentarfilme sowie Fernsehproduktionen. Auf dem Abschlussabend des Festivals werden die Gewinner der Kategorien Bester Film, Beste Regie, Bester Schauspieler und weiterer mit dem Goldenen Kalb ausgezeichnet.
In Zusammenarbeit mit dem Niederländischen Filmfonds werden auf dem Festival auch die erfolgreichsten niederländischen Filmproduktionen des Jahres anhand ihrer Besucherzahl gekürt: Kristallener Film (10.000 Besucher eines Dokumentarfilms), Goldener Film (100.000 Besucher), Platinfilm (400.000 Besucher), Diamant Film (1.000.000 Besucher).
Neben aktuellen Filmproduktionen werden im Rahmen des Festivals jedes Jahr auch einige Retrospektiven geboten sowie Talkshows, Seminare und Diskussionsrunden abgehalten. Seit 1994 gibt es zu jeder Auflage des Festivals einen „Gast des Jahres“ („NFF Master“).

## Geschichte
Initiator des ersten Festivals 1981 war der aus Utrecht stammende Filmregisseur Jos Stelling. Beim Aufbau erhielt er Unterstützung durch Wim Verstappen, Rob Houwer und Huub Bals. Bis 1994 lief das Festival unter dem Namen Niederländische Filmtage (niederländisch: Nederlandse Filmdagen). In den Anfangsjahren glich die Veranstaltung einer gemütlichen Zusammenkunft niederländischer Filmemacher. Mittlerweile hat sich das Festival zu einer sehr gut besuchten öffentlichen Veranstaltung entwickelt. So zog z. B. die 26. Auflage von 2006 schon 118.000 Besucher an. Die Preisträger erhalten den "Golden Calves Award", das sogenannte "Goldene Kalb". Das niederländische Filmfestival fand 2023 bereits in Utrecht statt und findet auch im Jahre 2024 sieben Tage lang in Utrecht statt vom 20.-27.09.2024.

## Kanon des niederländischen Films
Auf dem Niederländischen Filmfestival wurde am 11. September 2007 der Kanon des niederländischen Films (Canon van de Nederlandse Film) vorgestellt. Dieser Kanon – zusammengestellt durch eine Kommission unter der Leitung von Jeltje van Nieuwenhoven – besteht aus bedeutenden, gesichtsbestimmenden Filmen die die Vielseitigkeit der niederländischen Filmgeschichte widerspiegeln. Es git auch eine Liste bedeutender Momente und Ereignisse der niederländischen Filmgeschichte. Darin wird auf die Rolle der Filmprüfung, die Bedeutung der Filmfabrik Hollandia, das Polygoonjournaal und das Aufkommen des Tonfilms eingegangen.

## Preise

### Goldenes Kalb
Das Goldene Kalb ist der bedeutendste Filmpreis der Niederlande und wird in verschiedenen Kategorien vergeben. Im Jahr 2023 gewann Dries Verhoeven den Preis der "Besten Digitalkultur". Preisträger der Kategorie "bester Kurzfilm" war der Film "Lucid Dreaming" von Blanc Film. In der Kategorie "beste Musik" wurde 2023 Minco Eggersman ausgezeichnet. Die "beste Dramaserie" gewann "Santos". Für die beste Hauptrolle in der Kategorie Kurzfilm wurde 2023 Hannah van Lunteren ausgezeichnet.

### Weitere Preise
Neben den Goldenen Kälbern werden auf dem Festival auch die folgenden Preise vergeben:
- Preis der Niederländischen Filmkritik (Prijs van de Nederlandse Filmkritiek)
- Preis der Stadt Utrecht (Filmprijs van de Stad Utrecht)
- Tuschinski Preis (Tuschinski Award)
- Talent & Pro Student Award
- Kodak NPP Ontwikkelingsprijs
- NPS Preis für den Kurzfilm (NPS Prijs voor de Korte Film)
- Jugendpreis (Jongeren Award)
- Cinema.nl Plakatpreis (Cinema.nl Afficheprijs), zuvor Skrien Afficheprijs

#### Goldenes Kalb Anstecknadel
Alle Gewinner des Goldenen Kalbs und folgende Personen erhielten eine Anstecknadel mit dem Goldenen Kalb:
- 1990 Willeke van Ammelrooy
- 1993 Reinier Aleman Boulogne
- 1999 Jacques van Heijningen
- 1999 Philip Freriks
- 1999 Ivo Opstelten
- 2000 Ryclef Rienstra
- 2001 Renée Soutendijk

## Gast des Jahres („NFF Master“)
- 1994 Rutger Hauer
- 1995 Nouchka van Brakel
- 1996 Jan de Hartog
- 1997 Monique van de Ven
- 1998 First Floor Features
- 1999 ?
- 2000 Heddy Honigmann
- 2001 Renée Soutendijk
- 2002 Pieter Verhoeff
- 2003 Jan Decleir
- 2004 Jean van de Velde
- 2005 Jos Stelling
- 2006 Johanna ter Steege
- 2007 Burny Bos
- 2008: Monic Hendrickx
- 2009: Jack Wouterse
- 2010: Anneke Blok
- 2011: Frans van Gestel
- 2012: Jeroen Willems
- 2013: Paula van der Oest
- 2014: Fons Merkies
- 2015: Hoyte van Hoytema, Jany Temime und Jan Roelfs
- 2016: Willem De Beukelaer und Issaka Sawadogo
- 2017: Tom Holkenborg
- 2018: Jan Harlan, William Simpson und Martin Koolhoven